# Ernst Melchior
Ernst Melchior (né le 26 juin 1920 à Villach et mort le 5 août 1978 à Rouen) est un footballeur et entraîneur autrichien.

## Biographie
En tant qu'attaquant, Ernst Melchior fut international autrichien à 36 reprises (1946-1953) pour 16 buts.
Il participa aux Jeux olympiques de 1948, où il fut titulaire contre la Suède mais l'Autriche fut éliminée au premier tour.
Formé au Villacher SV, il joua sept saisons à l'Austria Vienne. Il remporta trois fois le championnat autrichien et deux fois la coupe. Il signa ensuite en France, au FC Rouen. Il évolua en deuxième division sans rien remporter même dans son court passage au FC Nantes.
Il entama une carrière d'entraîneur. Il dirigea pour sa première expérience le club de Beşiktaş JK, terminant deuxième du championnat turc en 1964. Ensuite pendant une courte période, il entraîna le club allemand de Fortuna Düsseldorf. Il dirigea un club tunisien connu, le Club Africain, remportant une coupe de Tunisie en 1969. Il fut aussi le sélectionneur du Luxembourg pendant trois ans (1969-1972), puis finit sa carrière au FC Rouen, club qui connaissait déjà, pendant trois saisons.

## Clubs

### En tant que joueur
- Avant 1946 :  Villacher SV
- 1946-1953 :  Austria Vienne
- 1954-1958 :  FC Rouen
- 1958-1959 :  FC Nantes

### En tant qu'entraîneur
- 1963-1964 :  Beşiktaş JK
- 1967 :  Fortuna Düsseldorf
- 1968-1969 :  Club Africain
- 1969-1972 :  Jeunesse d'Esch
- 1969-1972 :  Luxembourg
- 1972-1975 :  FC Rouen

## Palmarès

### En tant que joueur
- Coupe d'Autriche de football

- - Vainqueur en 1948 et en 1949
  - Finaliste en 1947
- Championnat d'Autriche de football
  - Champion en 1949, en 1950 et en 1953
  - Vice-champion en 1952

### En tant qu'entraîneur
- Championnat de Turquie de football
  - Vice-champion en 1964
- Championnat de Tunisie de football
  - Vice-champion en 1969
- Coupe de Tunisie de football
  - Vainqueur en 1969